# Гарипова, Тансулпан Хизбулловна
Тансулпан Хизбулловна Гарипова (башк. Ғарипова Таңсулпан Хизбулла ҡыҙы; род. 22 сентября 1947, Кусеево, Башкирская АССР) — прозаик, драматург, народный писатель Республики Башкортостан (2018), лауреат государственной премии имени Салавата Юлаева (2006), заслуженный работник культуры Башкортостана (1994), кавалер ордена Салавата Юлаева (2024). 

## Биография
В 1973 году окончила Башкирский государственный университет (ныне Уфимский университет науки и технологий) (ныне Уфимский университет науки и технологий). С 1975 года работала в Зилаирском районе, Баймаке и Учалинском районе в образовательных учреждениях, районных газетах. Главный редактор на телевидении (1995—1996). Руководила журналом «Ватандаш» (2000—2003). В 1982 году вышел первый сборник рассказов «Полевая вишня».
Произведения: «Одно лишь солнце с Луной» (1990); роман-эпопея «Бөйрәк» (1997—2004); «Гильмияза» и др.
Автор пьесы, поставленной на театральной сцене в Республике Башкортостан. - «Летом камень» (2002). Автор сценария художественного фильма «Седьмое лето сюмбель» (реж. Б. Т. Юсупов, киностудия «Башкортостан»), получившего премии «Сталкер» (2002; Москва), на международных кинофестивалях в странах СНГ и Балтии «Киношок» (2004; Анапа), «Золотой Мөнбәр» мусульманского кино (2005; Казанский и др.).
Член Союза писателей Республики Башкортостан (1986).

## Почетные звания и награды
- Заслуженный работник культуры Республики Башкортостан (1994).
- Лауреат Государственной премии Республики Башкортостан имени Салавата Юлаева (2006).
- Народный писатель Республики Башкортостан (2018)[2].
- Орден Салавата Юлаева (2024).

## Произведения
- Полевая вишня. Рассказ. Уфа. 1982.
- Песня голуби. Рассказ. Уфа. 1987.
- Только один месяц с солнцем. Повести, рассказы. Уфа. 1990.
- Бөйрәк. Романы, повести и рассказы. Уфа. 1997.
- С Сысҡансуҡ мышовка. Сказки. — Уфа, 1999.
- Бөйрәк. Роман-эпопея. Уфа. В 2006 г.
- Староиликеево. Повести, рассказы. Уфа. 2013.
- Бөйрәк. Роман-эпопея. Уфа. 2016
- Буренушка. Роман-эпопея. Уфа. 2016.

## О жизни и творчестве
- Одной капле отражалось солнце. Тансулпан гарипова о творчестве: научно-популярный сборник статей / Автор.-заключен. А. М. Муллағолова. - Уфа: Академия Наук Республики Башкортостан, Знание, 2011.
- Р Аҙнағолов. САС. Хочется вихревые год: Гарипова Тансулпан творчества. Уфа. 2005.
- Р Аҙнағолов. САС. Ағинәй сегодняшней литературе. — «Башкортостан», 2012 г., 26 сентября.
- Р Аҙнағолов. САС. Әҙибә яркой судьбы. — «Башкортостан», 2002 г., 21 сентября.
- Р Аҙнағолов. САС. Счастливой судьбы. — «Башкортостан», 2007 г.,, 22 сентября.
- Р Аҙнағолов. САС. Должника творчества. — «Башкортостан», 2006 г., 12 августа.
- Р Аҙнағолов. САС. Мелодия әҙибә пять звезд. — «Башкортостан», 2004 г., 22, 23,25, 28 сентября.
- А Аминева. М. Пути развития. — Т. Гарипова. Бөйрәк. Уфа, 1997 г., 5 страниц.
- С Бәҙретдинов. М. Чулпан утра. — Кровь-да, прививать. Уфа, «Китап». В 1998 г., 228 страниц.
- З Әлибай. А. При дыхании — характер героя. — «Башкортостан», 2006 г., 16 августа.
- Р Повлечь. САС. (Повлекшее Председатель). Недалеко расстояние между злом и добром? — «Башкортостан», 2003 г., 29 марта, 1 апреля.
- А Хабиров. Хана. В прошлом то время осуждать. — Живой родник. Уфа, «Китап». В 1996 г., Страница 115.
- На Ахметьянов. Судьба человека — судьба народная. — «Белый», 2002 г., № 6, страница 153.
- Г. Ҡолһарина. М. Печальные мелодии. — «Белый», 2000 г., Страница 164.
- З Файзуллин. Числе. Звезда рассвета — Тансулпан. — Газета «йэшлек», 1997 г., 23 сентября.
- А Гареев. Сан. Песня голуби. — «Летний», 1997 г., 23 сентября.